# Šarena džamija
Šarena džamija, (makedonsko Шарена џамија; albansko Xhamia e Larme; turško Alaca Cami, kar pomeni »Pisana mošeja«), je mošeja, ki stoji blizu reke Pena v Tetovu v Severni Makedoniji. Mošeja je bila prvotno zgrajena leta 1438, ki jo je leta 1833 obnovil Abdurahman Paša. Za razliko od drugih mošej klasičnega osmanskega obdobja je Šarena džamija bolj značilna za tradicionalne mošeje v Anatoliji, saj je bila zgrajena pred osvojitvijo Konstantinopla, ko so kupole mošej z bizantinskim vplivom postale standardna oblika.

## Zgodovina
Šarena džamija je bila prvotno zgrajena leta 1438. Arhitekt je bil Isak Beg.
Za večino takratnih mošej so gradnjo financirali sultani, begi ali paše, Šareno džamijo pa sta financirali dve sestri iz Tetova. Kot pri mnogih mošejah je bil v bližini reke zgrajen hamam.
Kompleks je nekoč vključeval gostišče in kopališče na drugi strani reke. Sedanje dvorišče Šarene džamije je polno številnih rož, fontane in tűrbe. V osmerokotnem türbe sta počivališči Hurshide in Mensure, dveh sester, ki sta leta 1438 financirali gradnjo mošeje.
Abdurahman paša, velik umetniški navdušenec, ki mu je bilo všeč Tetovo, je leta 1833 obnovil Šareno džamijo.
Leta 1991 je Islamska skupnost v Tetovu zgradila obzidje okoli mošeje v tipičnem klasičnem osmanskem slogu.
Leta 2010 je bila zaključena obnova zunanjih poslikav in z nepovratnimi sredstvi State Departmenta Združenih držav v višini 94.700 evrov je bila leta 2011 rekonstruirana in ohranjena fasada.

## Arhitektura
Za razliko od tradicionalnih osmanskih okraskov s keramičnimi ploščicami, ima Šarena džamija svetle cvetlične poslikave.
Več kot 30.000 jajc je bilo uporabljenih za pripravo barve in glazure, ki je šla v dovršene okraske. Druga velika razlika med Šareno džamijo in drugimi osmanskimi mošejami je, da Šarena džamija nima značilne zunanje kupole, saj je arhitektura mošej podobna zgodnji konstantinopelski osmanski arhitekturi.
Posebnost mošeje je njeno poslikano okrasje. Abdurahman paše je v ta namen naročil mojstrom iz Debra, ki so okrasje naslikali z oljnimi barvami. Poleg geometrijske in rastlinske ornamentike se srečujemo tudi s krajino. Med slikovnimi dekoracijami je posebej privlačna upodobitev Meke, redek in morda edini primer ponazoritve svetišča islamskega preroka Mohameda v jugovzhodni Evropi.

## Galerija
- Detajli poslikanih sten Šarene džamije.
- Dvorišče.
- Šarena džamija.
- Notranjost Šarene džamije.
- Šarena džamija.
- Notranjost Šarene džamije.
- Šarena džamija.
- Mihrab.
- Šarena džamija in 1932.
- Notrajost Šarene džamije.